# Nani (cartunista)
Ernani Diniz Lucas, mais conhecido como Nani (Esmeraldas, 27 de fevereiro de 1951 – Belo Horizonte, 8 de outubro de 2021), foi um cartunista, escritor e roteirista brasileiro. É o criador da tira Vereda Tropical, que é publicada por vários jornais brasileiros.

## Carreira
Nani começou a publicar charges em 1971, aos 20 anos de idade, no jornal O Diário, de Belo Horizonte, influenciado por nomes como Carlos Estêvão, Millôr Fernandes e Henfil. Em 1973, se mudou para o Rio de Janeiro e tornou-se colaborador do jornal humorístico O Pasquim. 
Nos anos 1980, participou do Informativo COP, semanal de análise econômico-financeira, com  Luiz Affonso Romano, Bertholdo de Castro, Paulo Jacobsen, Elvira Lobato, Pery Cotta, Rosa Cass, Marco, Rui Rocha, Fausto Werneck, Geraldo Werneck, Wilson Thimóteo, Rosemary Ducraux, José Vargas, Fernando Mandarino, Luiz Augusto Costacurta Junqueira. Colaborou com a versão brasileira da Revista Mad e com diversas outras publicações como os jornais O Globo, Última Hora e Jornal dos Sports.
Nani também foi roteirista de alguns dos principais humorísticos da televisão brasileira. Na Rede Globo, Nani fez parte da equipe de roteiristas de Chico Anysio por 20 anos, criando esquetes e diálogos para programas como Chico Total e Escolinha do Professor Raimundo. Depois, integrou as equipes de humorísticos como Casseta & Planeta, Sai de Baixo e Zorra Total.
É autor dos livros Feliz e Orgulhoso, Envaidecido Mesmo, Cachorro Quente Uivando para a Lua, A Traça de A a Z, Jornal do Menininho, Se Arrependimento Matasse, Batom na Cueca, É Grave, Doutor?, Foi Bom Pra Você?, Humor Politicamente Incorreto e Orai Pornô.
Sobre seu ofício, em entrevista para a TV Brasil, Nani comentou: "O humor é tão necessário na vida, ele te revitaliza, te dá um pensamento sobre a vida. É o que eu faço. O humor coloca você no seu devido lugar, quem se leva a sério acaba caindo do cavalo."